# Meta Sudans

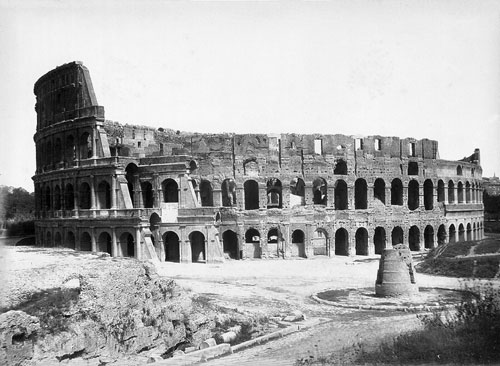
Das Kolosseum um 1858 mit der Meta sudans im Vordergrund, die dort bis 1936 stand.

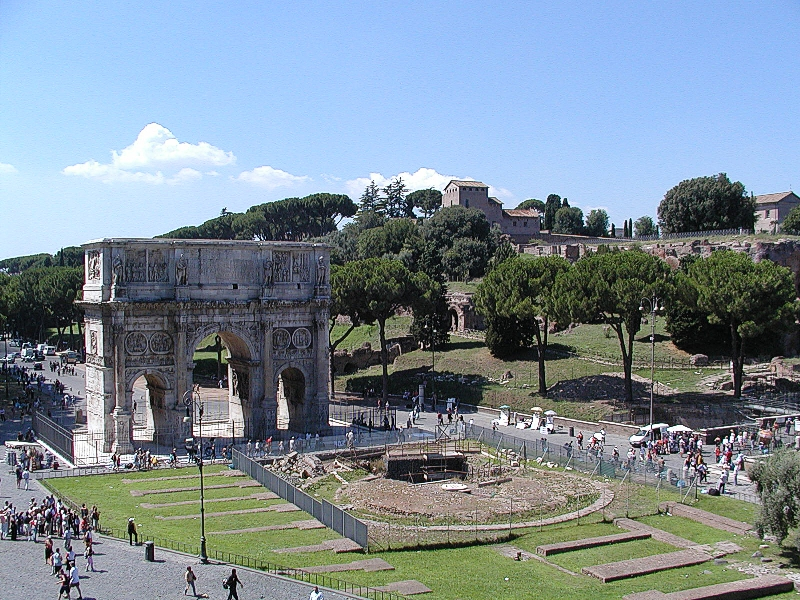
Die Überreste der Meta Sudans heute

Als Meta Sudans wird ein Typus einer antiken Brunnenanlage bezeichnet, bei dem in einem Wasserbecken eine kegelförmige Meta (Wendemarke eines römischen Circus) steht. Von der Spitze der Meta läuft Wasser in das Becken, so dass die Meta zu schwitzen scheint, wovon die Bezeichnung meta sudans (schwitzender Kegel) herrührt.
Die bekannteste Brunnenanlage dieses Typs war die Meta Sudans in Rom in der Nähe des Kolosseums. Münzen des Jahres 80/81 n. Chr. zeigen diese Meta Sudans zusammen mit dem vollendeten Amphitheater. Ausgrabungen aus den 1980er Jahren bestätigen diese Datierung. Vermutlich markierte der Brunnen einen Punkt, an dem sich seit augusteischer Zeit vier oder fünf Stadtbezirke trafen. Zugleich begann hier die Via Sacra, die zum Forum Romanum führte. Das Fundament der Meta Sudans war zehn Meter tief, die Meta 17 Meter hoch, das Wasserbecken hatte einen Durchmesser von 15,9 Meter. Die Spitze der Meta war mit einem Wasserspeier bekrönt, der mittlere Teil mit Nischen ausgestattet. Die Anlage war in Teilen erhalten und wurde zwischen 1933 und 1936 im Zusammenhang mit dem Ausbau der Via dell'Impero (der heutigen Via dei Fori Imperiali) unter Mussolini beseitigt, zusammen mit den Resten der Basis des Kolosses des Nero. In den 1990er Jahren wurden die Überreste der Meta Sudans wieder freigelegt.
Von der Existenz einer weiteren Meta Sudans in Baiae berichtet der jüngere Seneca in einem Brief.